# Закон Меє (акцентологія)

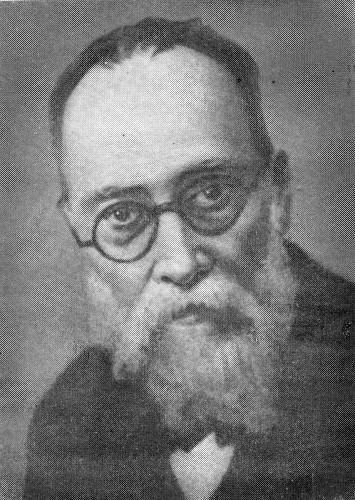
Антуан Меє

Закон Меє́ (також «метатоні́я Меє́») — акцентуаційний закон у праслов'янській мові, що його 1902 року відкрив А. Меє. Суть закону полягає в тім, що балто-слов'янський акутований кореневий голосний у словах рухомої акцентної парадигми став у праслов'янській мові циркумфлексованим. Отже, закон Меє пояснив утрату акутованих форм у слов'янській рухомій акцентній парадигмі, на відміну від балтійскої, де акут зберігся, наприклад: укр. головá, гóлову, але лит. galvà, gálvą, сербохорв. sȋn, але лит. sū́nų. Ф. Кортланд дану зміну пов'язуює з утратою ларингалів.

## Суть
На час дії закону Меє (після метатези плавних) ларингали вже зникли між приголосними (пра-і.є. dʰugHtḗr >… лит. duktė̃, Педерсенів закон), між голосними (пра-і.є. golHvaHes >... лит. galvõs) і перед кінцевим носовим (пра-і.є. ronkaHm >... лит. rañką). Згодом ларингали спершу занепали в позиції перед наголошеним складом, унаслідок чого попередня або наступна голосівка подовжувалася, отримавши циркумфлекс:
- пра-і.є. *suHnumí > *sūnumí;
- пра-і.є. *pHiláH > *pīláH.
- пра-і.є. *ópsnovaH > *ópsnovā;
- пра-і.є. *HédHinum > *édīnum[3];
- пра-і.є. *golHváH > *golváH;
- пра-і.є. *gólHvaH+m > *gólvaH+m.

У першому складі після наголошеного ларингали ще зберігалися. 

### Подальший розвиток
Після заверешення дії закону Меє ларингали досі залишалися в кореневім складі до того часу, коли вони остаточно занепали. Тоді вже ніяких змін не відбувалося:
- пра-і.є. *žènaH > *žèna (а не *žḗna) >... укр. жонá (наголос пересунувся через пізніший закон Дибо).